# Dendropanax gracilis
Dendropanax gracilis är en araliaväxtart som beskrevs av C.J.Tseng och G.Hoo. Dendropanax gracilis ingår i släktet Dendropanax och familjen Araliaceae. Inga underarter finns listade.